# Bahnstrecke Chênée–Bleyberg
| |                                |                                              |                                              |
| Streckennummer: | L 38                           |                                              |                                              |
| Streckenlänge: | 43,4 km                        |                                              |                                              |
| Spurweite: | 1435 mm (Normalspur)           |                                              |                                              |
| Zweigleisigkeit: | Chênée - Micheroux (1914–1943) |                                              |                                              |
| |                                |                                              |                                              |
| \| \| \| nach Lüttich (L 37) \| \| \| \| 0,0 \| Chênée \| Chênée \| \| \| \| von Aachen (L 37) \| \| \| \| 1,3 \| Vaux-sous-Chèvremont \| Vaux-sous-Chèvremont \| \| \| 3,6 \| Thier-de-Chênée \| Thier-de-Chênée \| \| \| 4,3 \| Rue Malvaux \| Rue Malvaux \| \| \| 5,1 \| Bois-de-Breux \| Bois-de-Breux \| \| \| 6,3 \| Bruyères \| Bruyères \| \| \| 9,0 \| Beyne \| Beyne \| \| \| 10,2 \| Romsée \| Romsée \| \| \| 11,3 \| Fléron \| Fléron \| \| \| \| Grubenbahn \| \| \| \| 13,3 \| Retinne \| Retinne \| \| \| 14,6 \| Hasard \| Hasard \| \| \| 15,4 \| Micheroux \| Micheroux \| \| \| 16,8 \| Y Micheroux, nach Les Xhawhirs (L 38B) \| Y Micheroux, nach Les Xhawhirs (L 38B) \| \| \| 17,2 \| Melen \| Melen \| \| \| 19,7 \| Herve \| Herve \| \| \| \| Industriebahn Battice \| \| \| \| 22,2 \| Battice \| Battice \| \| \| \| nach Verviers-Ouest (L 38A) \| \| \| \| 26,1 \| Thimister Clermont \| Thimister Clermont \| \| \| 30,1 \| Froidthier \| Froidthier \| \| \| 32,9 \| Aubel \| Aubel \| \| \| 34,7 \| Merkhof \| Merkhof \| \| \| 38,2 \| Homburg \| Homburg \| \| \| \| ehemaliger Laschet-Tunnel (134 m) \| \| \| \| 39,2 \| Y Homburg - nach Montzen-Gare (L 38/1) \| Y Homburg - nach Montzen-Gare (L 38/1) \| \| \| 40,1 \| Hindel-Haut (Turmbahnhof) Montzenroute (L24) \| Hindel-Haut (Turmbahnhof) Montzenroute (L24) \| \| \| \| von Gemmenich (L 39) \| \| \| \| 43,4 \| Bleyberg \| Bleyberg \| \| \| \| nach Welkenraedt (L 39) \| \| \| \| \| \| \| \| Quellen: [1] \| \| \| \| |                                |                                              |                                              |
| Strecke |                                | nach Lüttich (L 37)                          | nach Lüttich (L 37)                          |
| Bahnhof | 0,0                            | Chênée                                       | Chênée                                       |
| Abzweig ehemals geradeaus und nach links |                                | von Aachen (L 37)                            | von Aachen (L 37)                            |
| Bahnhof (Strecke außer Betrieb) | 1,3                            | Vaux-sous-Chèvremont                         | Vaux-sous-Chèvremont                         |
| Haltepunkt / Haltestelle (Strecke außer Betrieb) | 3,6                            | Thier-de-Chênée                              | Thier-de-Chênée                              |
| Haltepunkt / Haltestelle (Strecke außer Betrieb) | 4,3                            | Rue Malvaux                                  | Rue Malvaux                                  |
| Bahnhof (Strecke außer Betrieb) | 5,1                            | Bois-de-Breux                                | Bois-de-Breux                                |
| Haltepunkt / Haltestelle (Strecke außer Betrieb) | 6,3                            | Bruyères                                     | Bruyères                                     |
| Bahnhof (Strecke außer Betrieb) | 9,0                            | Beyne                                        | Beyne                                        |
| Haltepunkt / Haltestelle (Strecke außer Betrieb) | 10,2                           | Romsée                                       | Romsée                                       |
| Bahnhof (Strecke außer Betrieb) | 11,3                           | Fléron                                       | Fléron                                       |
| Abzweig geradeaus und nach links (Strecke außer Betrieb) |                                | Grubenbahn                                   | Grubenbahn                                   |
| Bahnhof (Strecke außer Betrieb) | 13,3                           | Retinne                                      | Retinne                                      |
| Haltepunkt / Haltestelle (Strecke außer Betrieb) | 14,6                           | Hasard                                       | Hasard                                       |
| Bahnhof (Strecke außer Betrieb) | 15,4                           | Micheroux                                    | Micheroux                                    |
| Abzweig geradeaus und nach rechts (Strecke außer Betrieb) | 16,8                           | Y Micheroux, nach Les Xhawhirs (L 38B)       | Y Micheroux, nach Les Xhawhirs (L 38B)       |
| Haltepunkt / Haltestelle (Strecke außer Betrieb) | 17,2                           | Melen                                        | Melen                                        |
| Bahnhof (Strecke außer Betrieb) | 19,7                           | Herve                                        | Herve                                        |
| Abzweig geradeaus und nach links (Strecke außer Betrieb) |                                | Industriebahn Battice                        | Industriebahn Battice                        |
| Bahnhof (Strecke außer Betrieb) | 22,2                           | Battice                                      | Battice                                      |
| Abzweig geradeaus und nach rechts (Strecke außer Betrieb) |                                | nach Verviers-Ouest (L 38A)                  | nach Verviers-Ouest (L 38A)                  |
| Bahnhof (Strecke außer Betrieb) | 26,1                           | Thimister Clermont                           | Thimister Clermont                           |
| Bahnhof (Strecke außer Betrieb) | 30,1                           | Froidthier                                   | Froidthier                                   |
| Bahnhof (Strecke außer Betrieb) | 32,9                           | Aubel                                        | Aubel                                        |
| Haltepunkt / Haltestelle (Strecke außer Betrieb) | 34,7                           | Merkhof                                      | Merkhof                                      |
| ehemaliger Kopfbahnhof Strecke bis hier außer Betrieb | 38,2                           | Homburg                                      | Homburg                                      |
| Tunnel |                                | ehemaliger Laschet-Tunnel (134 m)            | ehemaliger Laschet-Tunnel (134 m)            |
| Abzweig ehemals geradeaus und nach links | 39,2                           | Y Homburg - nach Montzen-Gare (L 38/1)       | Y Homburg - nach Montzen-Gare (L 38/1)       |
| ehemaliger Turmbahnhof geradeaus oben (Strecke geradeaus außer Betrieb) | 40,1                           | Hindel-Haut (Turmbahnhof) Montzenroute (L24) | Hindel-Haut (Turmbahnhof) Montzenroute (L24) |
| Abzweig geradeaus und von links (Strecke außer Betrieb) |                                | von Gemmenich (L 39)                         | von Gemmenich (L 39)                         |
| Bahnhof (Strecke außer Betrieb) | 43,4                           | Bleyberg                                     | Bleyberg                                     |
| Strecke (außer Betrieb) |                                | nach Welkenraedt (L 39)                      | nach Welkenraedt (L 39)                      |
| |                                |                                              |                                              |
| Quellen: |                                |                                              |                                              |

Die Bahnstrecke Chênée–Bleyberg ist eine ehemalige belgische normalspurige Eisenbahn im Herver Land, die von Chênée über Fléron, Battice, Herve, Aubel und Homburg nach Bleyberg führt. Im belgischen Schienennetz der Nationale Gesellschaft der Belgischen Eisenbahnen trägt sie die Bezeichnung Ligne 38 bzw. Spoorlijn 38.

## Geschichte
Die Strecke wurde zwischen 1872 und 1895 in Betrieb genommen. Sie diente hauptsächlich dem Kohlentransport von den Gruben in Vaux-sous-Chèvremont, Micheroux, Battice, Retinne, Xhawirs und Fléron, dem Viehmarkt von Battice, dem Agrarmarkt von Aubel sowie dem Bergbauzentrum von Bleyberg. Hier wurde der Erzabbau gegen Ende des 19. Jahrhunderts eingestellt, jedoch die Verhüttung der Erze fortgeführt. Diese kamen mit der Bahn aus Frankreich nach Bleyberg bis schließlich der Betrieb in den 1920er Jahren eingestellt wurde. Der Personen- und Güterverkehr wurde 1957 eingestellt. Die Strecke blieb bis 1989 für Militärtransporte geöffnet und schließlich 1992 endgültig nach dem Ende des Kalten Krieges stillgelegt.
Folgende Streckenabschnitte wurden in Betrieb genommen:
- Chênée – Micheroux: 15. Juli 1872
- Micheroux – Herve: 10. November 1873
- Herve – Battice: 25. Januar 1875
- Battice – Aubel: 22. September 1881
- Aubel – Bleyberg: 2. Oktober 1895
- Y Homburg – Montzen-Gare (L 38/1): 1919 (heute CF3F)

Folgende Streckenabschnitte wurden außer Betrieb genommen:
- Chênée – Battice: 1986
- Battice – Aubel: 1957
- Aubel – Montzen-Gare: 1962
- Y Homburg – Bleyberg: 1952

## Heutiger Zustand

### Rad- und Wanderweg
Der Großteil der Gleiskörper wurde entfernt und wird als RAVeL L38/L39 Rad- und Wanderweg genutzt. 2020 wurde der letzte Abschnitt davon betoniert und asphaltiert. Die Route beginnt am Dreiländereck Vaalserberg ist am einfachsten mit dem Fahrrad von Ost nach West zu befahren. Die Strecke verläuft dann hauptsächlich bergab und die letzten zwölf Kilometer nach Lüttich gehen deutlicher bergab.

### Drei-Grenzen-Eisenbahn
Das Bahnhofsgebäude Homburg befindet sich heute in Privatbesitz, der Abschnitt und der Anschluss an die Montzenroute wurde von privater Seite umgebaut, das Gelände rundherum gehört der Stiftung „Chemin de fer des 3 frontières (CF3F)“ Drei-Grenzen-Eisenbahn. Auf diesem Gelände stehen noch mehrere Reisezugwagen, Güterwagen und Lokomotiven, die von der Stiftung CF3F restauriert werden. Ziel ist der Betrieb einer Museumsbahn zwischen Homburg und dem weiter entfernten Rangierbahnhof Montzen-Gare (L 38/1) auf einer Länge von 3,5 km. Im ehemaligen Laschet-Tunnel, durch den Eisenbahn und Radweg zusammenlaufen (150 m), entsteht eine Art Straßenbahnsystem. Zwischen den Schienen und dem Asphalt sind spezielle Gummiteile angebracht, die von den Radfahrern problemlos befahren werden können.

## Galerie

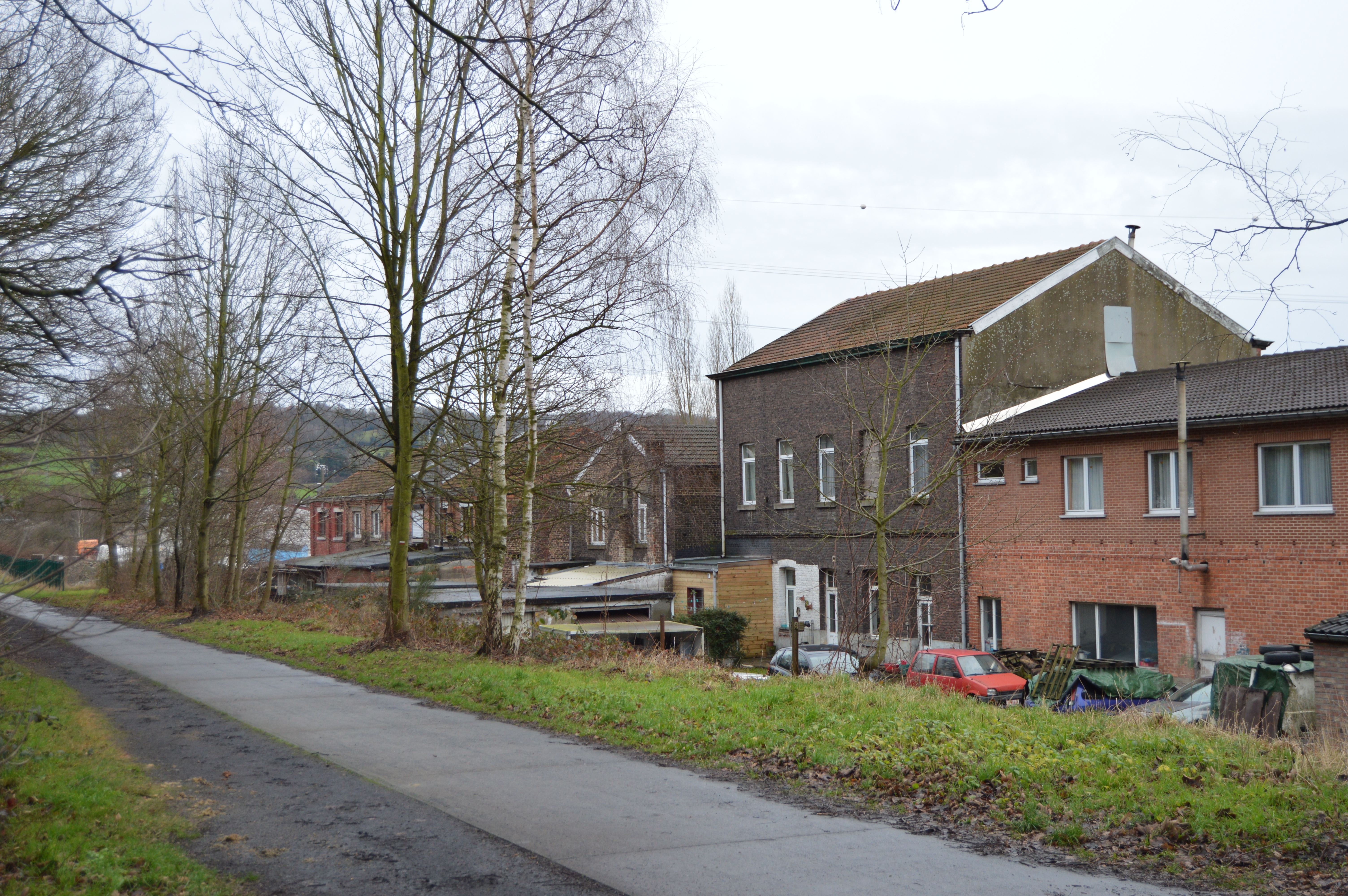
RAVeL 38 an der alten Steinkohlengrube von Basse Ransy in Vaux-sous-Chèvremont (2013)
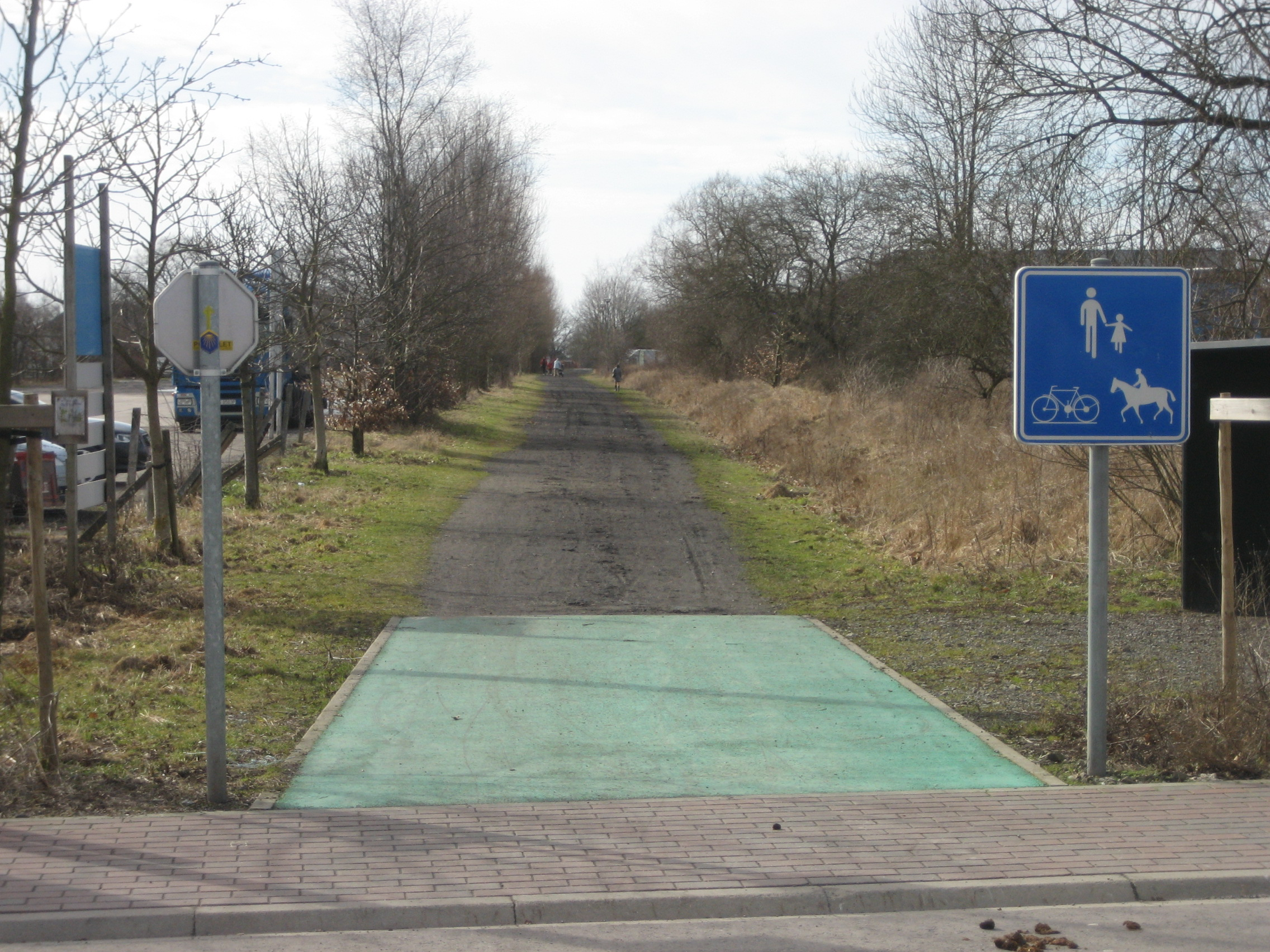
RAVeL 38 bei Herve (2010)
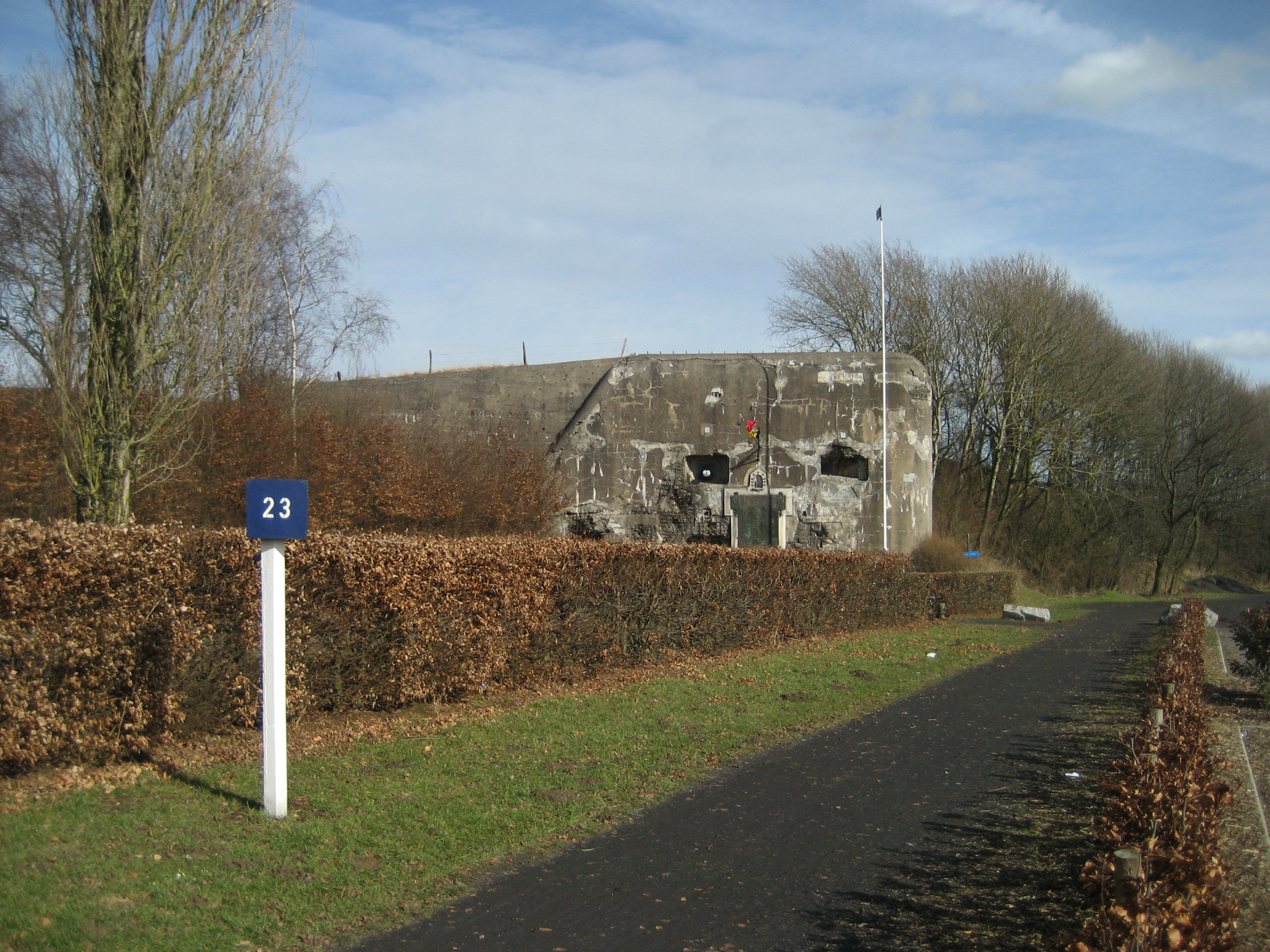
RAVeL 38 am Fort Battice (2010)
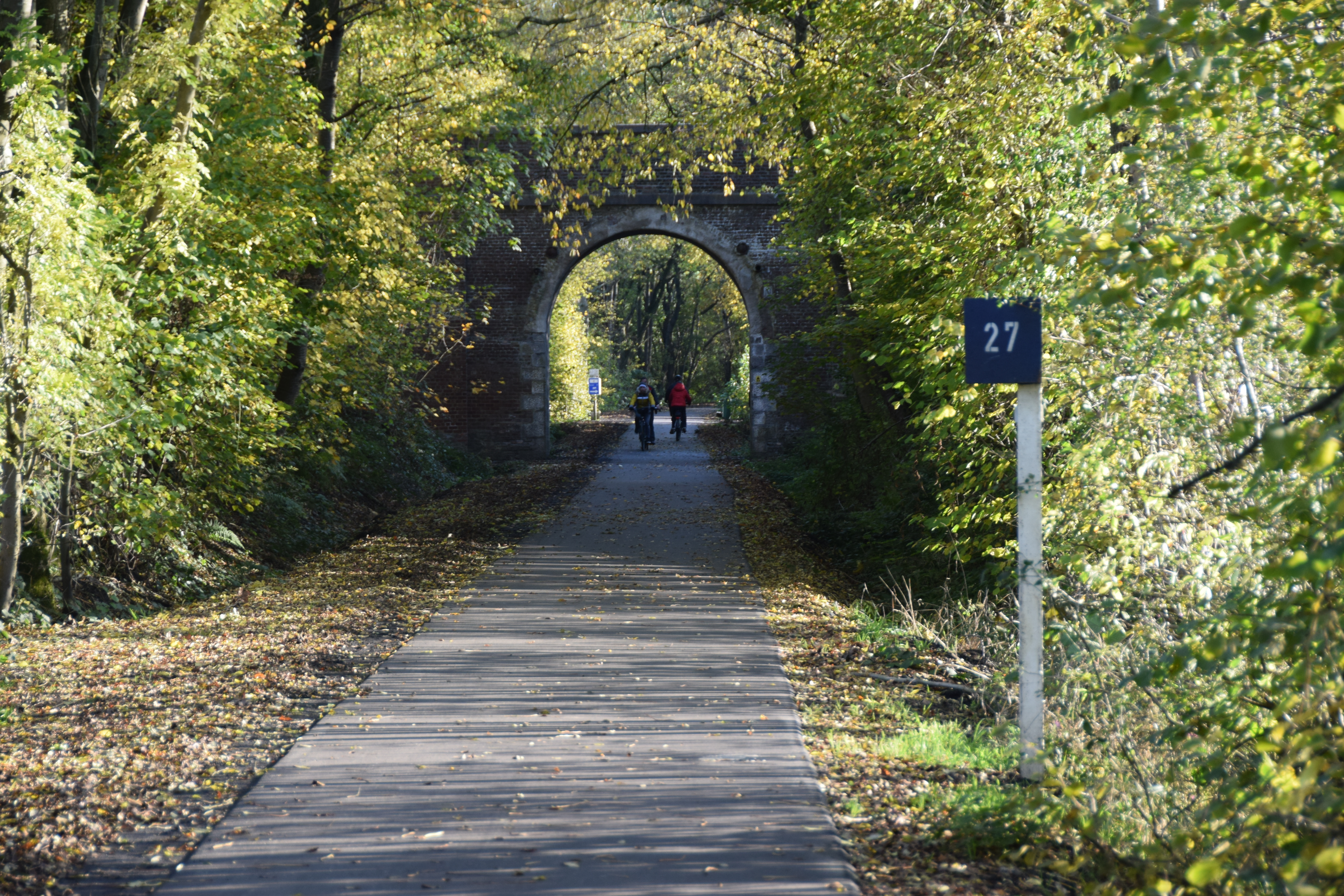
RAVeL 38 bei Thimister (2019)
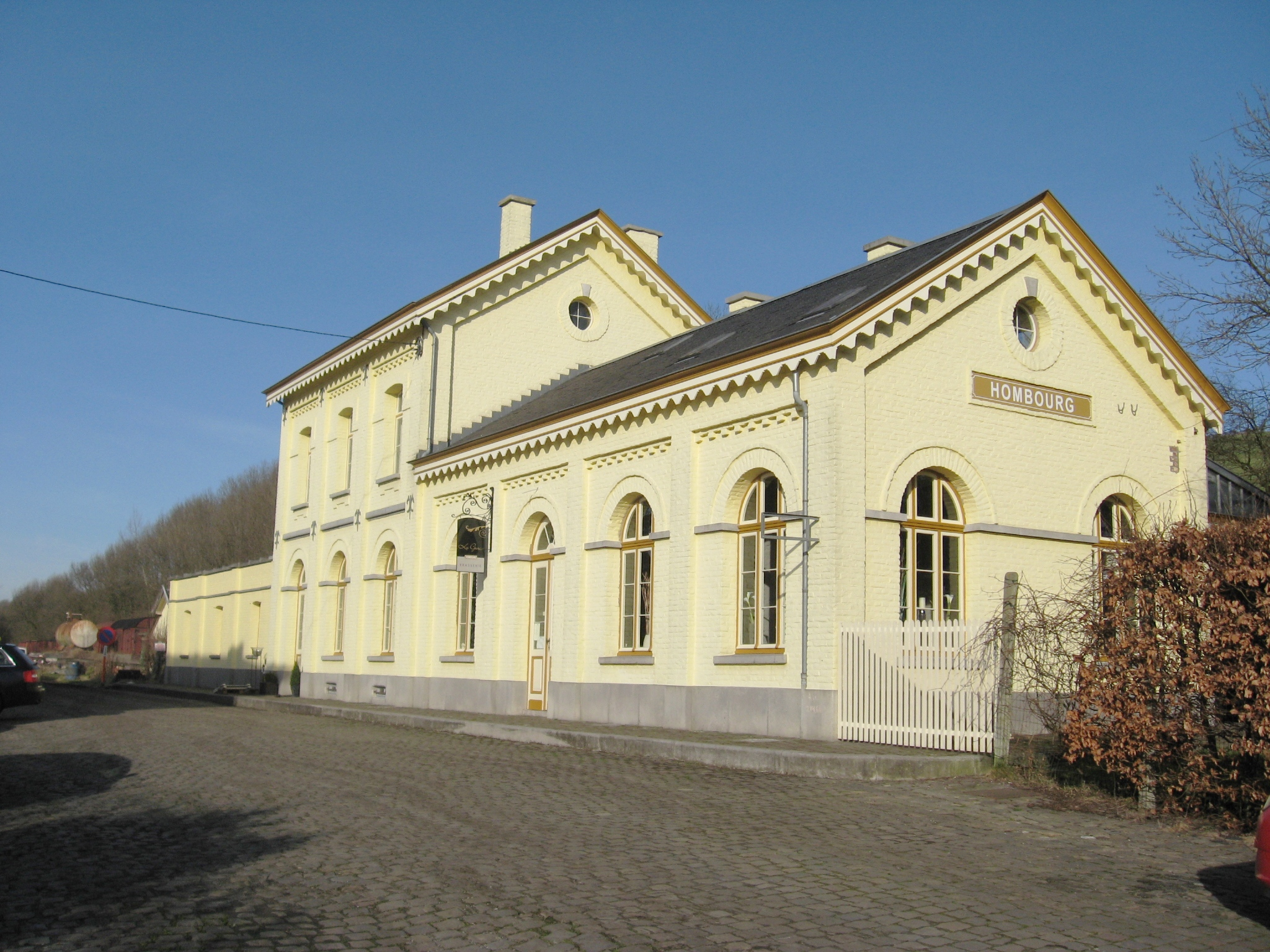
Bahnhof Homburg (2008)